# Стінг
Стінг (англ. Sting, справжнє ім'я — Ґо́рдон Ме́тью То́мас Са́мнер, англ. Gordon Matthew Thomas Sumner; нар. 2 жовтня 1951) — англійський рок-музикант і актор, лідер групи «The Police» у 1976–84 роках. З 1984 року виступає соло.
Свій псевдонім Стінг отримав у 1971 році, за чорно-жовтий смугастий светр, у якому з'явився на сцені (у перекладі з англійської мови, слово sting означає «жалити», у переносному значенні — «уражати»).
Сімнадцятикратний лавреат премії «Греммі», володар «Золотого глобуса», премії «Еммі» і чотирикратний номінант на премію «Оскар» в категорії найкраща пісня.

## Біографія та творчість
Народився 2 жовтня 1951 року в портовому місті Ньюкасл-апон-Тайн — великому індустріальному центрі на півночі Англії. Батько — Ернест Метью Самнер довгі роки працював монтажником у місцевій машинобудівній компанії. Пізніше він придбав невелику молочну крамницю. Мати — Одрі — працювала перукарем і медсестрою, проте мала класичну музичну освіту, вона й дала синові початкові навички гри на фортепіано. Стінгу пропонували серйозний курс навчання в музичній школі, але по-справжньому Стінга захоплювали джаз і гітара.
Після вбогих заробітків дорожнього робітника й викладача музики в Стінга з'явилася можливість переїхати до Лондона і грати професійно. Його помітив американський барабанщик Стюарт Коупленд і переконав його зайнятися рок-музикою.
Свій псевдонім Стінг отримав у 1971 році, коли на виступ з гуртом «Phoenix Jazz Men» у клубі Сандерленда, одягнув чорно-жовтий смугастий светр:
|         | Я вважав, що це було круто. Інші з гурту вважали, що це весело. Вони називали мене весь вечір Стінгом, і наступного дня, і, зрештою, так воно просто й приклеїлося... Я тоді намагався виглядати агресивним.Оригінальний текст (англ.) I thought it was cool. The rest of the band thought it hilarious. They called me Sting all night long, and the next day, and it just stuck... I did try to look aggressive in those days. |
| — Стінг | |

### The Police

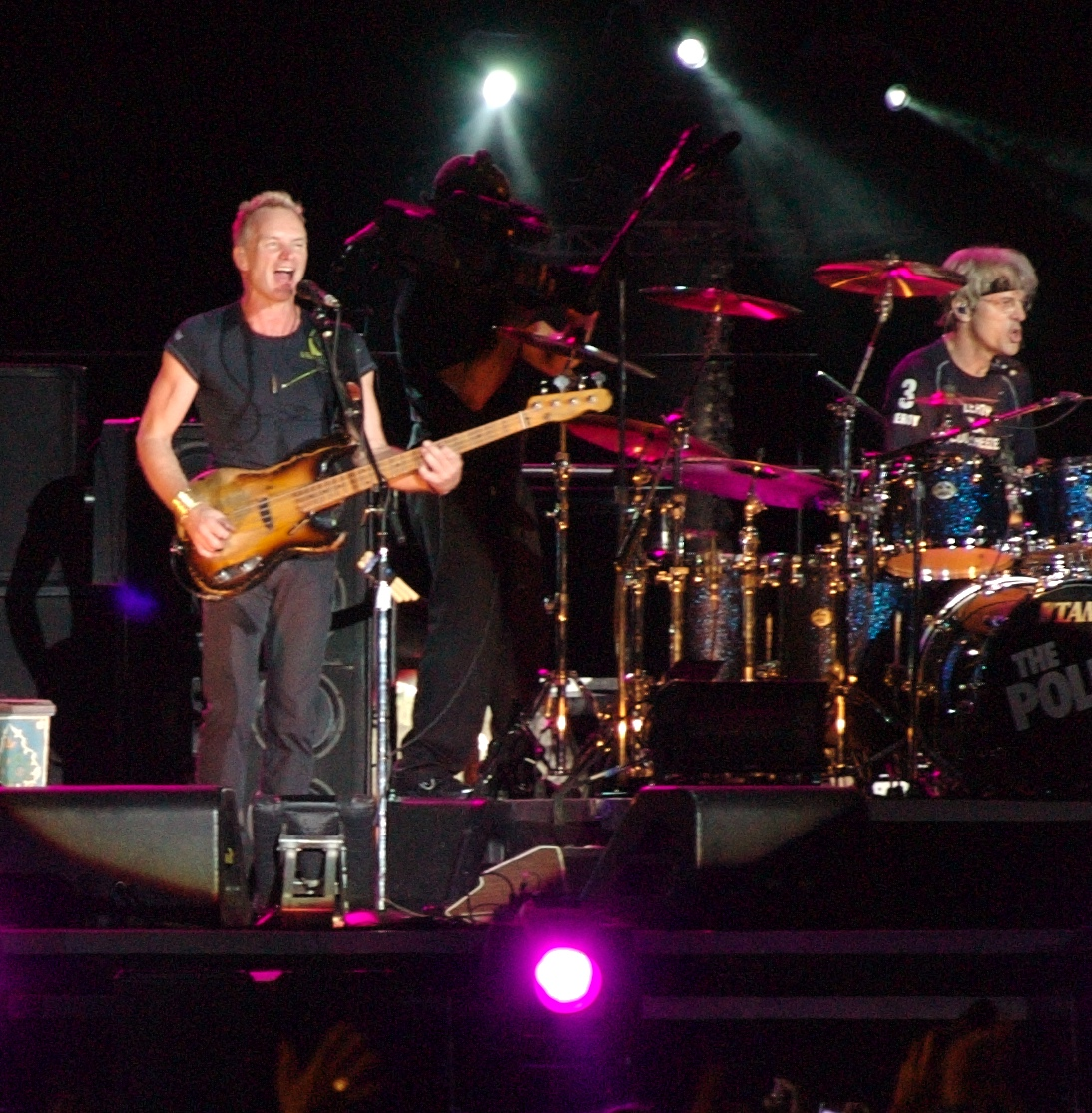
Виступ The Police в грудні 2007 року

В 1977 році ударник Стюарт Коупленд, гітарист Енді Самерс і Стінґ створили групу «The Police». Їхня пісня «Roxanne», написана в стилі рок-регі, була швидко підхоплена BBC і миттєво стала хітом.
Насправді сингл виявився настільки вдалим, що студія A&M миттєво випустила їхній перший альбом «Outlandos D'Amour». Услід за першим успіхом пішли альбоми «Regata De Blanc», «Zenyatta Mondatta» й «Ghost in the Machine». У кожному з альбомів був принаймні один хіт.
Випуск альбому «Synchronicity» в 1983 році та їх разючий сингл «Every Breath You Take» забезпечили їм своє місце в історії поп-музики. Після тріумфального світового турне Стінґ вирішив, що із групою досяг усього, що міг, і група розпалася на злеті своєї популярності.

### Самостійна кар'єра
Самостійна кар'єра Стінґа склалася не менш успішно. Його перший альбом з елементами джазу «Dream of the Blue Turtles» став платиновим. Альбом «Soul Cages» (1991), запис якого збігся із втратою батьків, і «Ten Summoner's Tales» (1993) представили Стінґа як зрілого композитора.
В 1987 році після турне з Blue Turtles Стінґ записує альбом «Nothing Like The Sun» (назва була навіяна рядком із сонета Шекспіра). Альбом був записаний разом з Марсалісом і гітаристом The Police Енді Саммерсом, на альбомі також засвітилися такі зірки, як Ерік Клептон і Марк Нопфлер. Диск вийшов восени 1987 року й відразу ж потрапив на верхні щаблі хіт-парадів в усьому світі. Особливу популярність одержала пісня «They Dance Alone (Gueca Solo)», написана Стінґом на згадку про жертв репресій у Чилі. 1988 року музикант починає підтримувати діяльність організації «Amnesty International», а також піклується про долю бразильських лісів й індіанців, що мешкають там.
У 1991 році Стінґ випускає автобіографічний альбом «The Soul Cages», сингл із якого «All This Time» зайняв п'ятий рядок у найкращій сотні журналу Billboard. Він продовжує в тім же дусі з альбомом «Ten Summoner's Tales», що містив такі хіти, як «If I Ever Lose My Faith In You» й «Fields Of Gold». У листопаді 1993 року сингл «All For Love», записаний разом із Браяном Адамсом і Родом Стюартом і вийшов на саундтреці до фільму «Три мушкетери», очолив чарти США, а в грудні 1994 року він добирається до другого місця у Великій Британії. Збірник «Fields Of Gold» доводить, що Стінґ є одним із найталановитіших авторів другої британської «нової хвилі» (після 1977 року). Крім відомих хітів, в альбом також були включені дві нові пісні «When We Dance» та «This Cowboy Song». Влітку 1995 року Стінґ дає показання в суді проти свого бухгалтера, якого співак обвинувачує в крадіжці своїх доходів. У результаті розгляду бухгалтер Кіт Мур був засуджений до шести років тюремного ув'язнення. Альбом «Mercury Falling» виявився не таким гарним, як «Ten Summoner's Tales», але й цього було досить, щоб задовольнити шанувальників і заспокоїти пресу. Заголовний трек з його нового альбому «Brand New Day» довів, що Стінґ усе ще здатний випускати хіти. Пісня посіла 13-те місце в британських чартах. Альбом став успішним і в США, де досить довго протримався в чартах. Диск також одержав дві премії «Ґреммі». Набагато скромнішим став альбом співака «All This Time», що вийшов у трагічний для США день 11 вересня 2001 року. У записі цього живого альбому брали участь джазові музиканти Крістіан Макбрайд і Джейсон Ребелло, але навіть вони не змогли прикрасити тьмяний настрій альбому.
Події 11 вересня 2001 року глибоко вплинули на Стінґа — не тільки як на людину, але і як на артиста. «Мені довелося серйозно задуматися над тим, про що я, як музикант, повинен писати», — говорить він. — «Я не хотів прямо говорити про ситуацію, що виникла, однак зараз, коли я озираюсь на ті пісні, написані відтоді, всіх їх поєднує спільний настрій. Я думаю, що з людьми відбувається щось спільне, всі ми, незалежно від національності або віросповідання зв'язані прямо з однієї й тією ж енергією, що тримає разом наш світ». Назву цієї енергії Стінґ виніс у заголовок свого нового альбому — «Sacred Love» («Священна любов»). Записаний у першій половині 2003 року в Парижі, альбом несе на собі виразний відбиток світових подій, що відбувалися в той час. Тексти Стінґа торкаються війни, релігії, розуміння й нерозуміння, але основною темою, як можна припустити виходячи з назви альбому, була все-таки любов. Пісня «Send Your Love» із цього альбому принесла Стінґу чергову номінацію на «Ґреммі».

## Соціальна активність
У квітні 2010 року Стінг закликав легалізувати вживання марихуани. На його думку, переслідування, утримання в тюрмах прихильників марихуани та взагалі — з цим легким наркотиком — безглузда та шкідлива для суспільства..
У 1985 році Стінг написав пісню «Russians», основна тема якої — загроза використання ядерної зброї. 6 березня 2022 року під час російського вторгнення в Україну автор знову виконав її, адже, на його думку, нині пісня знову актуальна:
«Я рідко співав цю пісню за багато років з моменту її написання, тому що ніколи не думав, що вона знову буде актуальною. Але у світлі кривавого та жахливо хибного рішення однієї людини вторгнутися до мирного, незагрозливого сусіда, пісня знову стає закликом до людства. Для хоробрих українців, які борються проти жорстокої тиранії, а також багатьох росіян, які протестують проти цього обурення, попри загрозу арешту й ув'язнення — Ми, всі ми любимо своїх дітей. Зупиніть війну».
Згодом співак заявив, що після перевипуску цього треку увесь прибуток передадуть волонтерському центру Help Ukraine Center, який збирає гуманітарну та медичну допомогу для українців. Також в інтерв'ю виданню The Mirror Стінг сказав, що більше не виступатиме для російських олігархів: «Жоден [російський] олігарх у Британії, Росії чи будь-де не в тому становищі, щоби замовляти концерт, весілля чи вечірку. Ці дні минули».

## Приватне життя

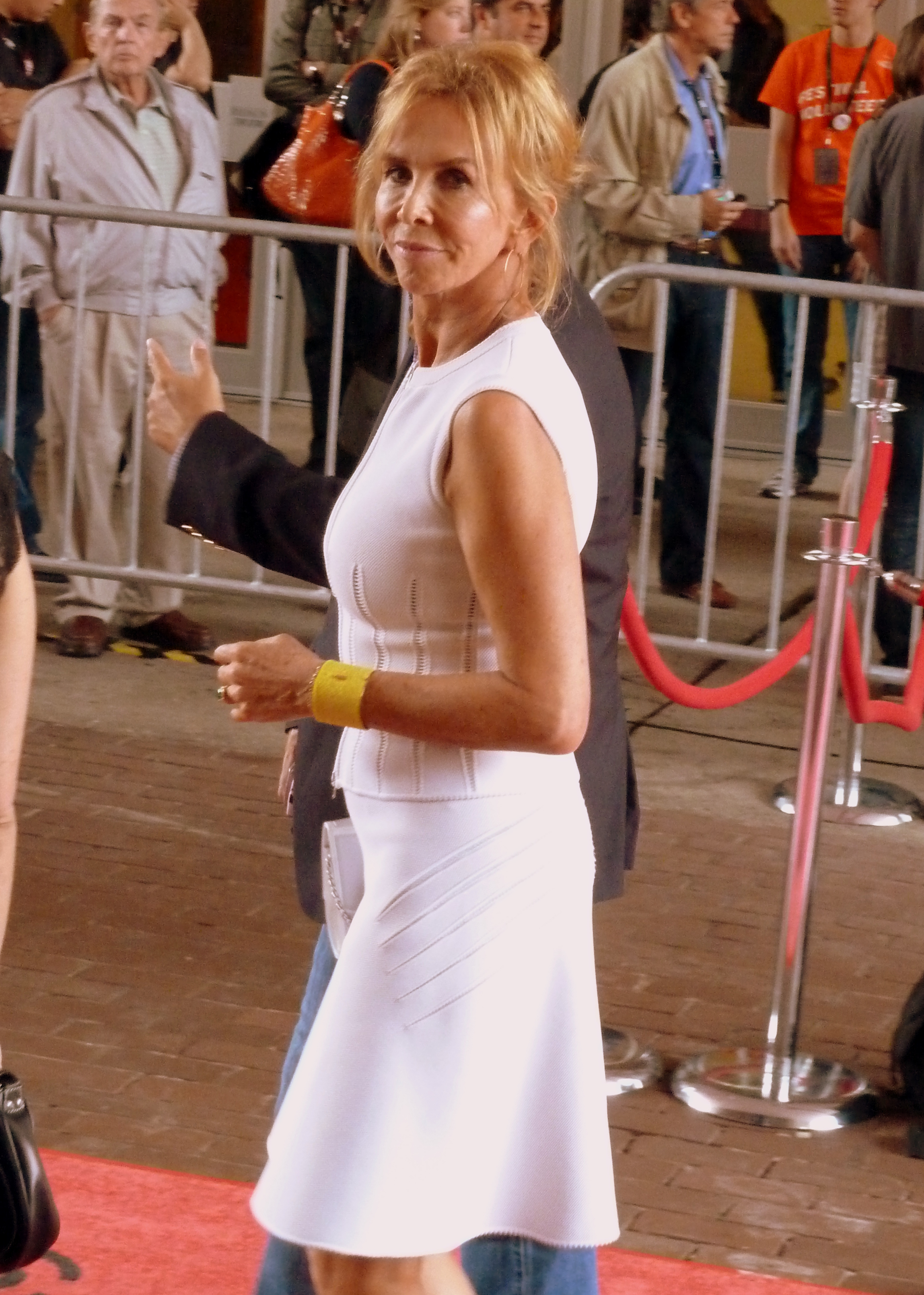
Труді Стайлер, дружина Стінга

Зі своєю першою дружиною, ірландською актрисою Френсіс Томелті, Стінг познайомився 1974 року, на репетиції рок-мюзиклу «Рок Різдво» (Rock Nativity), у якому він брав участь з гуртом «The Police», а Френсіс грала роль Діви Марії. За два роки вони одружилися: 1 травня 1976 року, в католицькій каплиці Пресвятої Богородиці та Святого Освіна, в невеличкому містечку Тайнмут графства Тайн і Вір Північно-Східної Англії. У Стінга і Френсіс Томелті народилося двоє дітей: син Джозеф (1976) і дочка Фускія Кетрін (1982).
Того ж року, коли народилася Фускія, Стінг залишив сім'ю, через роман із Труді Стайлер, англійською кіноактрисою та продюсеркою, яка, окрім того, була найкращою подругою дружини Стінга, Френсіс, і жила з ними по сусідству в Лондоні. Офіційно Френсіс і Стінг розлучилися 1984 року, і ця подія набула широкого розголосу та осуду, не в останню чергу через те, що відбулася одночасно із розпадом «The Police», на злеті популярності гурту. Розлучення було оформлене 19 березня 1984 року, а за два тижні до цього, 4 березня, у Мельбурні, «The Police» дав свій останній концерт.
Разом з тим, ще 19 січня 1984 року, в Стінга і Труді Стайлер народилася їх перша дитина — дочка Міккі. Одружилася пара 22 серпня 1992 року, в каплиці графства Вілтшир Південно-Західної Англії. Окрім Міккі, вони мають ще трьох спільних дітей: синів Джейка (1985) і Джакомо (1995), дочку Елліот (1990). Труді Стайлер, як і Стінг, веде активну громадську та благодійну діяльність: зокрема, разом з чоловіком, є співзасновником Фонду захисту тропічних лісів, меценатом Фонду Елтона Джона «СНІД».
Діти Стінга пов'язали своє життя з мистецтвом:
- Джозеф Самнер, нар. 23 листопада 1976 року — музикант, співак, автор пісень, з 2000 року — соліст і бас-гітарист англійського гурту «Fiction Plane»;
- Фускія Кетрін Самнер, нар. 17 квітня 1982 року — кіноактриса, знялася у фільмах «Порятунок містера Бенкса» (2013), «Літо Пламмів» (2007), «Бути Майклом Медсеном» (2007) та інших;
- Бріджит Мішель «Міккі» Самнер, нар. 19 січня 1984 року — кіноактриса, знялася у фільмах «Френсіс Ха» (2012), «Останній шанс Харві» (2008) та інших;
- Джейк Самнер, нар. 24 травня 1985 року — кіноактор і фотомодель, знявся у фільмах «13-й район» (2004), «Як впізнати своїх святих» (2006);
- Еліот Пауліна Самнер, нар. 30 липня 1990 року — вокалістка та композитор, виступає під ім'ям I Blame Coco. Зіграла невелику роль у фільмі «Зоряний пил» (2007), знімається в рекламі;
- Джакомо Люк Самнер, нар. 17 грудня 1995 року.

## Концерти

### Благодійні концерти

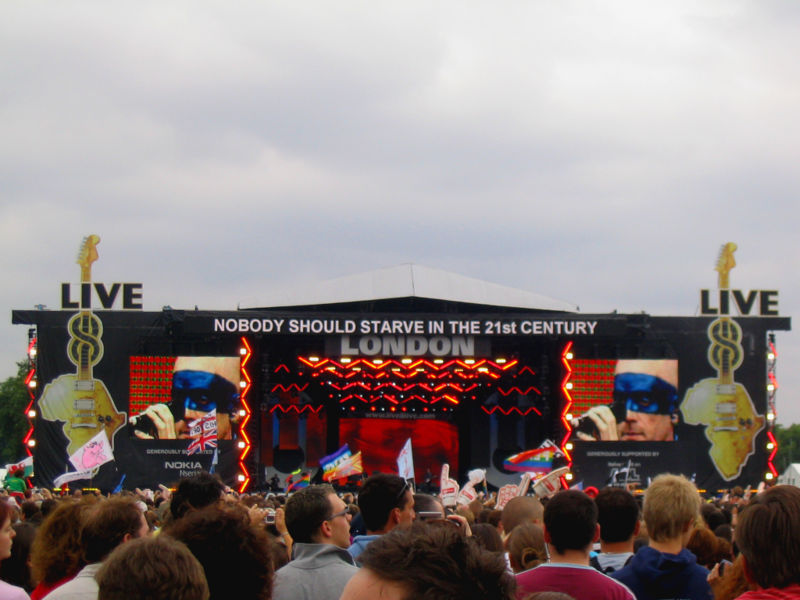
«Live 8» у Гайд-парку Лондона 2005 року

Стінг неодноразово брав участь у благодійних концертах, які увійшли в історію світової музики.
- 13 липня 1985 року — міжнародний благодійний фестиваль «Live Aid», метою якого був збір коштів для допомоги постраждалим від голоду в Ефіопії 1984—1985 років. Стінг виступив на стадіоні «Вемблі» у Лондоні, виконавши пісні спільно з Філом Коллінзом, Бренфордом Марсалізом і гуртом «Dire Straits»[15];
- 4–15 червня 1986 року — тур «A Conspiracy of Hope» з шести концертів у США, організований «Міжнародною амністією» до власного 25-річчя, з метою поширення інформації про свою діяльність, а також підвищення обізнаності суспільства з питань прав людини[16];
- 11 червня 1988 року — 11-годинний концерт з нагоди 70-річчя Нельсона Мандели «Nelson Mandela 70th Birthday Tribute» на стадіоні «Вемблі» у Лондоні, який був покликаний нагадати про його ув'язнення та питання апартеїду в ПАР[17];
- 2 вересня — 15 жовтня 1988 року — світовий тур «Human Rights Now!», який включав двадцять концертів і був організований «Міжнародною амністією» з нагоди 40-річчя свого існування. Концерти супроводжувалися конференціями та зустрічами, під час яких представники організації та музиканти обговорювали питання прав людини[16];
- 12 — 13 жовтня 1990 року — концерт «From Chile… An Embrace of Hope» на Національному стадіоні у Чилі, організований «Міжнародною амністією» для вшанування пам'яті жертв військового перевороту в Чилі 1973 року[16];
- 6 вересня 1993 року — благодійний концерт у Бостоні «Concert for Walden Woods» на підтримку проєктів зі збереження лісів[18];
- 15 вересня 1997 року — благодійний концерт в Альберт-холлі в Лондоні «Music for Montserrat», організований з метою збору коштів для допомоги постраждалим від наслідків виверження вулкана Суфрієр-Хіллз на острові Монтсеррат на Карибах[19];
- 21 вересня 2001 року — бенефіс «America: A Tribute to Heroes», організований з метою вшанування пам'яті загиблих та збору коштів для допомоги жертвам серії терористичних актів, що відбулися у США 11 вересня 2001 року[20];
- 2 липня 2005 року — серія концертів під назвою «Live 8» у країнах Великої вісімки та ПАР, організованих як акція-заклик до лідерів цих країн щодо боротьби з бідністю. Виступ Стінга відбувся у Гайд-парку Лондона[21].

### Концерти в Україні
- 31 травня та 1 червня 2001 року — в рамках світового туру Brand New Day Tour на підтримку альбому «Brand New Day» (Київ, Національний палац мистецтв «Україна»)[22];
- 7 липня 2011 року — в рамках світового туру Symphonicity на підтримку альбому «Symphonicities» (Київ, Палац спорту)[23];
- 6 жовтня 2017 року — у рамках світового туру співака Sting's 57th&9th World Tour, присвяченого його однойменному альбому 2016 року випуску (Київ, Палац спорту);
- 14 листопада 2018 року — у рамках світового туру Sting & Shaggy The 44/876 Tour (Київ, Палац Спорту).

## Дискографія

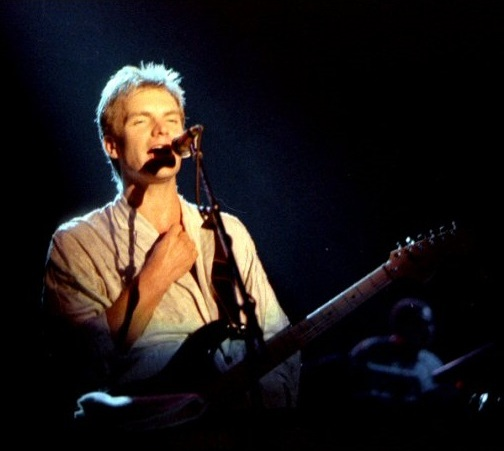
Сольний виступ Стінга 1985 року

### Альбоми The Police
- Outlandos d'Amour (1978);
- Regatta de Blanc (1979);
- Zenyatta Mondatta (1980);
- Ghost In The Machine (1981);
- Synchronicity (1983).

### Сольні студійні альбоми
- The Dream of the Blue Turtles (1985);
- ...Nothing Like the Sun (1987);
- The Soul Cages (1991);
- Ten Summoner's Tales (1993);
- Mercury Falling (1996);
- Brand New Day (1999);
- Sacred Love (2003);
- Songs from the Labyrinth (2006);
- If On a Winter's Night… (2009);
- Symphonicities (2010);
- The Last Ship (2013);
- 57th & 9th (2016);
- 44/876 (2018);
- My Songs (2019);
- The Bridge (2021).

## Фільмографія
У своєму доробку Стінг, як актор, має низку ролей у художніх картинах, телефільмах і серіалах. Також він озвучує мультфільми й знімається у документальному кіно.
- «Квадрофенія» (1979, Quadrophenia[en]) — Айс Фейс;
- «Включене радіо» (1979, Radio On) — Едді;
- «Артеміс 81» (1981, Artemis 81[en]) — Хеліт;
- «Сірка і меляса» (1982, Brimstone and Treacle[en]) — Мартін Тейлор;
- «Дюна» (1984) — Фейд-Раута Харконнен;
- «Наречена» (1985) — барон Чарльз Франкенштейн;
- «Неспокійне серце» (1985, Plenty[en]) — Мік;
- «Джулія і Джулія» (1988, Julia and Julia[en]) — Денієл;
- «Бурхливий понеділок» (1988, Stormy Monday[en]) — Фінні;
- «Пригоди барона Мюнхгаузена» (1988) — героїчний офіцер;
- «Команда рятувальників Капітана Планети» (1990—1992) — озвучив Зарма;
- «Пітер і Вовк: Фантазія Прокоф'єва» (1993, Peter and the Wolf: A Prokofiev Fantasy) — озвучив розповідача;
- «Гротеск» (1995, The Grotesque[en]) — Фледж;
- «Карти, гроші, два стволи» (1998) — Джей Ді;
- «Бі Муві: Медова змова» (2007) — озвучив самого себе;
- «Студія 60 на Сансет-Стрип» (2007) — у ролі самого себе;
- «Вікарій із Діблі» (2007) — четверта серія, у ролі самого себе;
- «Бруно» (2009) — у ролі самого себе;
- «Життя таке коротке» (2011, Life's Too Short[en]) — сьома серія, у ролі самого себе.
- «Вбивства в одній будівлі» (2021-…, Only Murders in the Building[en]) — четверта серія, у ролі самого себе.

Документальні фільми:
- «Панк та його наслідки» (1980, Punk and Its Aftershocks);
- «Ух! Музична війна» (1981, Urgh! A Music War[en]);
- «Куля агента таємної поліції» (1982, The Secret Policeman's Other Ball[en]);
- «Bring on the Night» (1985, Bring on the Night[en]);
- «Танець надії» (1989, Dance of Hope);
- «Іноземець-резидент» (1990, Resident Alien[en]);
- «Бренфорд Марсаліс: Музика говорить до тебе» (1992, Branford Marsalis: The Music Tells You);
- «Повний доступ: Front Row. За лаштунками. Наживо!» (2001, All Access: Front Row. Backstage. Live!);
- «Важка праця» (2002, The Sweatbox);
- «Джордж Майл: Інша історія» (2005, George Michael: A Different Story);
- «Скотт Вокер: Людина 30 століття» (2006, Scott Walker: 30 Century Man[en]);
- «Гербі Генкок: Можливості» (2006, Herbie Hancock: Possibilities[en]);
- «Дивовижна подорож: Історія The Who» (2007, Amazing Journey: The Story of The Who[en]);
- «Все ще Білл» (2009, Still Bill[en]);
- «Музичний мозок» (2009, The Musical Brain);
- «Спали будинок: Історія клубу CBGB» (2009, Burning Down the House: The Story of CBGB);
- «Полівуд» (2009, PoliWood[en]);
- «Зроби це знову» (2010, Do It Again[en]);
- «Рок-н-рол… Звичайно!» (2010, Rock'n'roll… Of Corse!);
- «2012: Час змін» (2010);
- «Радіомен» (2012, Radioman[en]);
- Can't Stand Losing You (2012);
- «За 20 футів від того, щоб стати зіркою» (2013, 20 Feet from Stardom[en]);
- «Погляд на планету» (2013, Planet View);
- «Хто такий Артур Фогел» (2013, Who the F**K Is Arthur Fogel).

## Нагороди та відзнаки
Творчість Стінга відзначено низкою музичних та кінематографічних нагород — він є лавреатом премії «Золотий глобус», Brit Awards, нагороди «Греммі», премії «Еммі» та інших. На Алеї слави у Голлівуді є зірка музиканта, 2002 року він став членом Зали слави піснярів, а 2003 року — Зали слави рок-н-ролу.
Крім того, 2003 року Стінг був удостоєний звання Командора Ордена Британської імперії, 2007 року — Кавалера Ордена Мистецтв та літератури Франції, у 2014 році отримав Нагороду Кеннеді-центру за «Видатні досягнення в мистецтві».